# 唐家山堰塞湖
唐家山堰塞湖位于中国四川省北川羌族自治县境内，其堰塞坝位于北川老县城曲山镇上游4公里处。2008年5月12日发生的汶川大地震造成唐家山大量山体崩塌，两处相邻的巨大滑坡体夹杂巨石、泥土冲向湔江河道，形成巨大的堰塞湖。堰塞坝体长803米，宽611米，高82.65至124.4米，方量约2037万立方米，上下游水位差约60米。6月6日，唐家山堰塞湖儲水量達超過2.2億立方米，6月10日1时30分达到最高水位743.1米，最大库容3.2亿立方米，极可能崩塌引发下游出现洪灾，为汶川大地震形成的34处堰塞湖中最危险的一座。
6月7日上午7时，唐家山堰塞湖通过开挖引水槽排水，降低堰塞湖的水位、水量，開始泄流。同時解放軍於江油九嶺鎮進駐戒備及疏散萬打萬之居民，並預防涪江鐵路大橋因唐家山堰塞湖一旦溃坝而被衝毀。6月10日至11日，泄洪获得了成功，唐家山堰塞湖黄色警报于6月11日16时获得解除。
震后北川拟将北川国家地震博物馆和唐家山堰塞湖联合打造成5A级景区。
2010年初，唐家山码头建成。1月20日，修通了从北川老县城经过唐家山至禹里乡的公路便道。2010年8月北川遭受大到暴雨，唐家山堰塞湖水位由平常的712米涨至716米，泄洪量达到2000立方米/秒，但整个堰塞湖坝体稳定。
2013年7月9日，暴雨引发的洪灾导致淹没于唐家山堰塞湖下的北川漩坪乡露出水面。这是公众第一次知道有乡镇被淹没于堰塞湖下。

## 资料来源
1. 1 2  .   [2010-08-30]. （原始内容存档于2010-05-12）.
2. ↑  唐家山堰塞湖列極高危險[永久]
3. ↑  .   [2008-06-28]. （原始内容存档于2008-06-14）.
4. ↑  .   [2010-08-30]. （原始内容存档于2016-03-04）.
5. ↑  .   [2010-08-30]. （原始内容存档于2019-06-15）.
6. ↑  .   [2013-07-17]. （原始内容存档于2019-06-04）.

## 外部参考
- http://news.bbc.co.uk/chinese/trad/hi/newsid_7420000/newsid_7426900/7426995.stm（页面存档备份，存于）
- http://news.bbc.co.uk/chinese/trad/hi/newsid_7410000/newsid_7418300/7418386.stm（页面存档备份，存于）

31°50′48″N 104°25′40″E / 31.84667°N 104.42778°E